# China Chow
China Chow (* 15. April 1974 in London) ist eine britische Schauspielerin und Model. 

## Leben
Chow ist die Tochter des Gastronomen Michael Chow und des 1992 verstorbenen Models Tina Chow. Ihr Vater hat chinesische und schottische Wurzeln, während ihre Mutter deutsche und japanische Eltern hat. Sie hat einen Bruder, der zwei Jahre jünger ist. Ihre Tante Tsai Chin ist ebenfalls Schauspielerin und spielte in zwei James-Bond-Filmen mit.
Bevor sie Schauspielerin wurde, machte sie ihren Abschluss in Psychologie am kalifornischen Scripps College. Danach begann sie, wie schon ihre Mutter, als Model für unter anderem Shiseido, Tommy Hilfiger und Calvin Klein zu arbeiten. Vom Modemagazin Harper’s Bazaar wurde sie 1996 zum It-Girl gekürt und im selben Jahr von der Vogue in der „Next-Best-Dressed-List“ genannt. Ihr Schauspieldebüt gab sie 1998 an der Seite von Mark Wahlberg in dem Spielfilm The Big Hit. Ab dem Jahr 2010 war sie in zwei Staffeln der Reality-Show Work of Art: The Next Great Artist Moderator und Jury-Mitglied.
Seit 2018 ist sie mit dem Rocksänger Billy Idol liiert.

## Filmografie (Auswahl)
- 1998: The Big Hit
- 2001: Die wilden Siebziger (That ’70s Show, Fernsehserie)
- 2001: Sol Goode
- 2001: Hals über Kopf (Head Over Heels)
- 2002: Spun
- 2003: Starring
- 2004: Frankenfish
- 2005: Grand Theft Auto: San Andreas (Stimme)
- 2007: Burn Notice (Fernsehserie, 2 Episoden)